# Finale de la Coupe des confédérations 1992
La finale de la Coupe des confédérations 1992 est une rencontre sportive de football. Le match se joue au Stade international du Roi-Fahd à Riyad en Arabie saoudite, le 20 octobre 1992, et voit s'affronter l'Équipe d'Argentine et l'Équipe d'Arabie saoudite. L'Albiceleste s'impose 3 buts à 1, grâce à des réalisations de Leonardo Rodríguez, Claudio Caniggia et Diego Simeone. Le but des Faucons verts a été marqué par Saeed al-Owairan.

## Demi-finales
| Argentine  | Argentine | Arabie saoudite | Arabie saoudite |
| ---------- | --------- | --------------- | --------------- |
| Adversaire | Résultat  | Adversaire      | Résultat        |
| États-Unis | 3 - 0     | Côte d'Ivoire   | 4 - 0           |

## Finale
| Titulaires : |  |
| |  |
| Sergio Goycochea · Sergio Vázquez · Ricardo Altamirano · Fabian Basualdo 62e · Oscar Ruggeri · Fernando Redondo · José Luis Villarreal 81e · Diego Simeone 28e · Leonardo Rodriguez 73e · Claudio Caniggia · Gabriel Batistuta · |  |
| Remplaçants : |  |
| Alberto Acosta 73e · Diego Cagna 81e |  |

| Titulaires : |  |
| |  |
| Saud Al-Otaibi · Abdullah Jumaan Al-Dosari · Salem Al-Alawi · Abdulrahman Al-Roomi · Fuad Amin 47e · Mohammed Al-Khilaiwi · Fahad Al-Bishi 67e · Khalid Al-Muwallid · Khaled Al-Hazaa · Saeed Owairan · Sami Al-Jaber 65e · |  |
| Remplaçants : |  |
| Fahad Al-Mehallel 65e · Abdul Al-Rozan 67e |  |

| Titulaires : |  |
| |  |
| Sergio Goycochea · Sergio Vázquez · Ricardo Altamirano · Fabian Basualdo 62e · Oscar Ruggeri · Fernando Redondo · José Luis Villarreal 81e · Diego Simeone 28e · Leonardo Rodriguez 73e · Claudio Caniggia · Gabriel Batistuta · |  |
| Remplaçants : |  |
| Alberto Acosta 73e · Diego Cagna 81e |  |

| Titulaires : |  |
| |  |
| Saud Al-Otaibi · Abdullah Jumaan Al-Dosari · Salem Al-Alawi · Abdulrahman Al-Roomi · Fuad Amin 47e · Mohammed Al-Khilaiwi · Fahad Al-Bishi 67e · Khalid Al-Muwallid · Khaled Al-Hazaa · Saeed Owairan · Sami Al-Jaber 65e · |  |
| Remplaçants : |  |
| Fahad Al-Mehallel 65e · Abdul Al-Rozan 67e |  |